# Sicyopterus
Sicyopterus é um género de peixe da família Gobiidae.
Este género contém as seguintes espécies:
- Sicyopterus aiensis Keith, Watson & Marquet, 2004
- Sicyopterus brevis de Beaufort, 1912
- Sicyopterus calliochromus Keith, Allen & Lord, 2012
- Sicyopterus caudimaculatus Maugé, Marquet & Laboute, 1992
- Sicyopterus crassus Herre, 1927
- Sicyopterus cynocephalus (Valenciennes, 1837)
- Sicyopterus erythropterus Keith, Allen & Lord, 2012
- Sicyopterus eudentatus Parenti & Maciolek, 1993
- Sicyopterus fasciatus (Day, 1874)
- Sicyopterus franouxi (Pellegrin, 1935)
- Sicyopterus fuliag Herre, 1927
- Sicyopterus griseus (Day, 1877)
- Sicyopterus hageni Popta, 1921
- Sicyopterus japonicus (Tanaka, 1909)
- Sicyopterus lacrymosus Herre, 1927
- Sicyopterus lagocephalus (Pallas, 1770)
- Sicyopterus laticeps (Valenciennes, 1837)
- Sicyopterus lengguru Keith, Lord & Hadiaty, 2012
- Sicyopterus lividus Parenti & Maciolek, 1993
- Sicyopterus longifilis de Beaufort, 1912
- Sicyopterus macrostetholepis (Bleeker, 1853)
- Sicyopterus marquesensis Fowler, 1932
- Sicyopterus microcephalus (Bleeker, 1855)
- Sicyopterus micrurus (Bleeker, 1853)
- Sicyopterus ocellaris Keith, Allen & Lord, 2012
- Sicyopterus ouwensi Weber, 1913
- Sicyopterus panayensis Herre, 1927
- Sicyopterus parvei (Bleeker, 1853)
- Sicyopterus pugnans (Ogilvie-Grant, 1884)
- Sicyopterus punctissimus Sparks & Nelson, 2004
- Sicyopterus rapa Parenti & Maciolek, 1996
- Sicyopterus sarasini Weber & de Beaufort, 1915
- Sicyopterus squamosissimus Keith, Lord, Busson, Sauri, Hubert & Hadiaty, 2015
- Sicyopterus stimpsoni (Gill, 1860)
- Sicyopterus stiphodonoides Keith, Allen & Lord, 2012
- Sicyopterus wichmanni (Weber, 1894)